# Rosetta@home
Rosetta@home – projekt przetwarzania rozproszonego platformy BOINC. Jego celem jest określenie kształtu (konkretnie struktury trzeciorzędowej), jaki białko uzyska wskutek składania się w naturze, poprzez znalezienie złożenia o najniższej energii.

## Zespół
Projekt prowadzony jest przez zespół pod kierownictwem Davida Bakera z Uniwersytetu Waszyngtońskiego w USA.

## Cele
Głównym celem projektu jest lepsze zrozumienie sposobu, w jaki białka zachowują się w naturze. Realizowane jest to między innymi przez próby komputerowego odtworzenia struktury trzeciorzędowej białek, dla których ta struktura jest znana, oraz przez przewidywanie kształtu białek, dla których nie znamy tej struktury. Ponadto badane są także reakcje zachodzące pomiędzy dwiema cząsteczkami białek, aby dowiedzieć się jak kształt białka wpływa na jego funkcję.
Wiedza ta może przydać się do projektowania białek spełniających określone funkcje, na przykład walczących z chorobami.

### Badania ukierunkowane na walkę z chorobami
W projekcie Rosetta@home prowadzone są także badania nad konkretnymi chorobami (a konkretnie nad białkami związanymi z ich wywoływaniem i metodami ich neutralizacji).
Wśród chorób i wirusów wymienionych na stronie projektu znajdują się:
- malaria
- wąglik
- HIV
- opryszczka pospolita
- nowotwory złośliwe
- rak prostaty
- SARS-CoV-2[1][2]

## Metodyka
Algorytm przewidywania kształtu białka, wykorzystywany przez Rosetta@home, działa według poniższego schematu:
1. Jako dane wejściowe wprowadzana jest sekwencja aminokwasów tworzących białko.
2. Zakłada się, że aminokwasy te są ogniwami łańcucha rozciągniętego do linii prostej.
3. W przypadkowy sposób przesuwa się jedno z ogniw łańcucha, uzyskując nowy kształt.
4. Obliczana jest energia nowego kształtu.
5. Jeżeli energia nowego kształtu jest niższa od energii kształtu poprzedniego, zmiana jest akceptowana, w przeciwnym razie jest ona odrzucana.
6. Kroki od 3 do 5 powtarza się dużą liczbę razy.

## Wykorzystanie projektu podczas pandemii COVID-19
Podobnie jak w przypadku projektu Folding@home, w krótkim czasie nastąpił znaczy wzrost liczby wolontariuszy udostępniających moc obliczeniową swoich procesorów. Folding@home zdobył o wiele większą popularność, jednak część użytkowników wspiera oba projekty jednocześnie. Na dzień 3 kwietnia 2020 roku zarejestrowanych w projekcie Rosetta@home było ponad 1,3 mln uczestników, którzy wygenerowali moc obliczeniową na poziomie 1,749 petaFLOPS.